# No Wow
Albums de The Kills
Keep on Your Mean Side
(2003) Midnight Boom
(2008)
No Wow est le deuxième album, paru en 2005, du duo américano-britannique The Kills.
Dans cet opus, le groupe se trouve musicalement et pousse ses mélodies plus loin, perdant le minimalisme qui les caractérisait dans leur premier album. L'album est sorti dans trois éditions : une classique comprenant les 12 titres, une avec un DVD reportage du groupe : I Hate The Way You Love, et une dernière avec un deuxième CD où sont réunis les remixes et B-faces de l'album (sauf Hit Me When U-1-2).

## Liste des titres
Toutes les chansons sont écrites et composées par Jamie Hince, Alison Mosshart.
| No  | Titre                            | Durée |
| --- | -------------------------------- | ----- |
| 1.  | No Wow - Telephone Radio Germany | 4:47  |
| 2.  | Love Is a Deserter               | 3:48  |
| 3.  | Dead Road 7                      | 3:23  |
| 4.  | The Good Ones                    | 3:29  |
| 5.  | I Hate the Way You Love          | 3:37  |
| 6.  | I Hate the Way You Love, Pt. 2   | 1:46  |
| 7.  | At the Back of the Shell         | 2:27  |
| 8.  | Sweet Cloud                      | 5:06  |
| 9.  | Rodeo Town                       | 4:24  |
| 10. | Murdermile                       | 4:25  |
| 11. | Ticket Man                       | 2:49  |